# Didier Quentin
Pour les articles homonymes, voir Quentin (homonymie).
Didier Quentin, né le 23 décembre 1946 à Royan (Charente-Maritime), est un homme politique français.

## Biographie

### Jeunesse et études
Didier Quentin suit des études de lettres et de droit à l'université de Bordeaux. Il les continue à Paris, où il obtient une licence de lettres et une licence de droit, à l'université de Paris. Il est ensuite diplômé de l'Institut d'études politiques de Paris. Il est reçu à l'École nationale d'administration, dont il sort diplômé en 1974 (promotion Simone Weil).

### Carrière politique
En poste au service de presse du ministère des Affaires étrangères (1974) puis à la représentation permanente auprès des Nations-unies à New-York (1975-1978). Il travaille au cabinet du ministre de la Culture et de la Communication, Jean-Philippe Lecat entre 1979 et 1981. Puis devient consul général de France à Houston (1981-1985) : il est conseiller diplomatique au cabinet de Charles Pasqua, ministre de l’Intérieur, et au cabinet de Robert Pandraud, ministre délégué à la Sécurité (1986). Ensuite, directeur général des relations internationales de la ville de Paris (1986-1995) et conseiller diplomatique de Jacques Chirac (1988-1995). Il reste conseiller municipal de Royan, de 1989 à 2001, tout en étant vice-président du conseil régional de Poitou-Charentes entre 1992 et 1997 et suppléant de Jean-Noël de Lipkowski, député RPR de la Charente-Maritime (1993-1997). Il accède au poste de conseiller général UMP de la Charente-Maritime, canton de Saint-Agnant (1994-2008) en étant vice-président de ce conseil général (1994-2008) ; ministre plénipotentiaire, Secrétaire général de la mer auprès du Premier ministre (1995-1997). Il est président de l’ANEL, Association nationale des élus du littoral (1999-2002). Il est deux fois secrétaire national : du RPR, chargé des Dom-Tom (2000-2002) et de l’UMP (2002-2005). Il devient président du groupe d’amitié France-Japon (2002-2012), puis 1er Vice-Président (depuis 2012). Puis président du Conservatoire de l’espace littoral et des rivages lacustres (2002-2008). Durant ce temps il est secrétaire au Bureau de l’Assemblée nationale (2002-2007).
Député RPR, puis UMP de la 5e circonscription de la Charente-Maritime (depuis juin 1997), il était membre de la Commission des Lois de 1999 à 2013. Depuis, il est membre de la Commission des Affaires étrangères et de la Commission des Affaires européennes de l’Assemblée nationale.
Il a été élu maire de la ville de Royan pour la première fois en mars 2008, mais a dû démissionner en juillet 2017 pour cause de non-cumul de mandat.
Le 3 juillet 2015, il est condamné par le tribunal de Saintes à 7 500 euros d’amende pour prise illégale d’intérêts dans l’affaire dite « des terrains de Belmont ».
Il soutient Bruno Le Maire pour la primaire française de la droite et du centre de 2016. En septembre 2016, il est nommé avec plusieurs personnalités délégué général au projet de la campagne. En janvier 2017, il annonce qu'il se présentera aux élections législatives de 2017 en Charente-Maritime pour un cinquième mandat consécutif de député.
En juin 2017, il est réélu député.
Il parraine Laurent Wauquiez pour le congrès des Républicains de 2017, scrutin lors duquel est élu le président du parti.
En 2022, il se présente aux élections législatives pour briguer un 6e mandat de député mais il est éliminé dès le premier tour. Pour le second tour, il apporte son soutien à Christophe Plassard (Horizons), qui sera élu.

## Mandats
- 20/03/1989 - 18/06/1995 : Membre du conseil municipal de Royan (Charente-Maritime)
- 23/03/1992 - 01/08/1997 : Vice-président du Conseil régional de Poitou-Charentes
- 28/03/1994 - 18/03/2001 : Vice-président du Conseil général de la Charente-Maritime
- 18/06/1995 - 18/03/2001 : Membre du conseil municipal de Royan (Charente-Maritime)
- 12/06/1997 - 21/06/2022 : Député de Charente-Maritime

## Décorations et reconnaissances
- Chevalier de la Légion d'Honneur
- Chevalier de l'Ordre National du Mérite
- Ordre du Soleil Levant, Rayons d'Or et d'Argent, remis par le Premier Ministre japonais, en présence de SAI l'Empereur du Japon, au Palais Impérial à Tokyo (Japon)
- Citoyen d'honneur du Texas par le Gouverneur George Bush (États-Unis)